# Michele Columbu
Michele Columbu (Ollolai, 8 de febrer de 1914) és un polític sard. El 1948 fou escollit regidor del seu municipi, del qual en fou alcalde durant els anys seixanta. Durant aquests anys va protagonitzar la marxa sobre Càller per a demanar treball i desenvolupament de les zones interiors i muntanyenques. A les eleccions legislatives italianes de 1972 va ser diputat independent dins les llistes del Partit Comunista Italià, i va ser vicepresident de la Comissió Parlamentària d'Agricultura. A les eleccions de 1976 no fou reescollit, i a les municipals del 1980 fou candidat independent dins els files del PCI a l'alcaldia de Càller, però poc després ingressà al Partit Sard d'Acció.
Es presentà dins les llistes Federalisme Europa dels Pobles, formada després d'un acord entre el PSAZ i Unió Valldostana a les eleccions europees de 1984, i fou escollit eurodiputat. Fins al 1989 formà part de la Comissió de Política Regional i Ordenació del Territori, de la Comissió d'Afers Constitucionals, de la Comissió per a la Protecció de medi ambient, de la salut pública i de la protecció dels consumidors.
El 1984 es va convertir en director regional del PSAZ però va renunciar poc després, a causa de la seva tasca de diputat al Parlament Europeu. Va ser secretari i després president del Partit Sard d'Acció fins a 1991, quan es va jubilar de la política per raons d'edat i la salut.